# Schloss Liebenau (Liebenau)

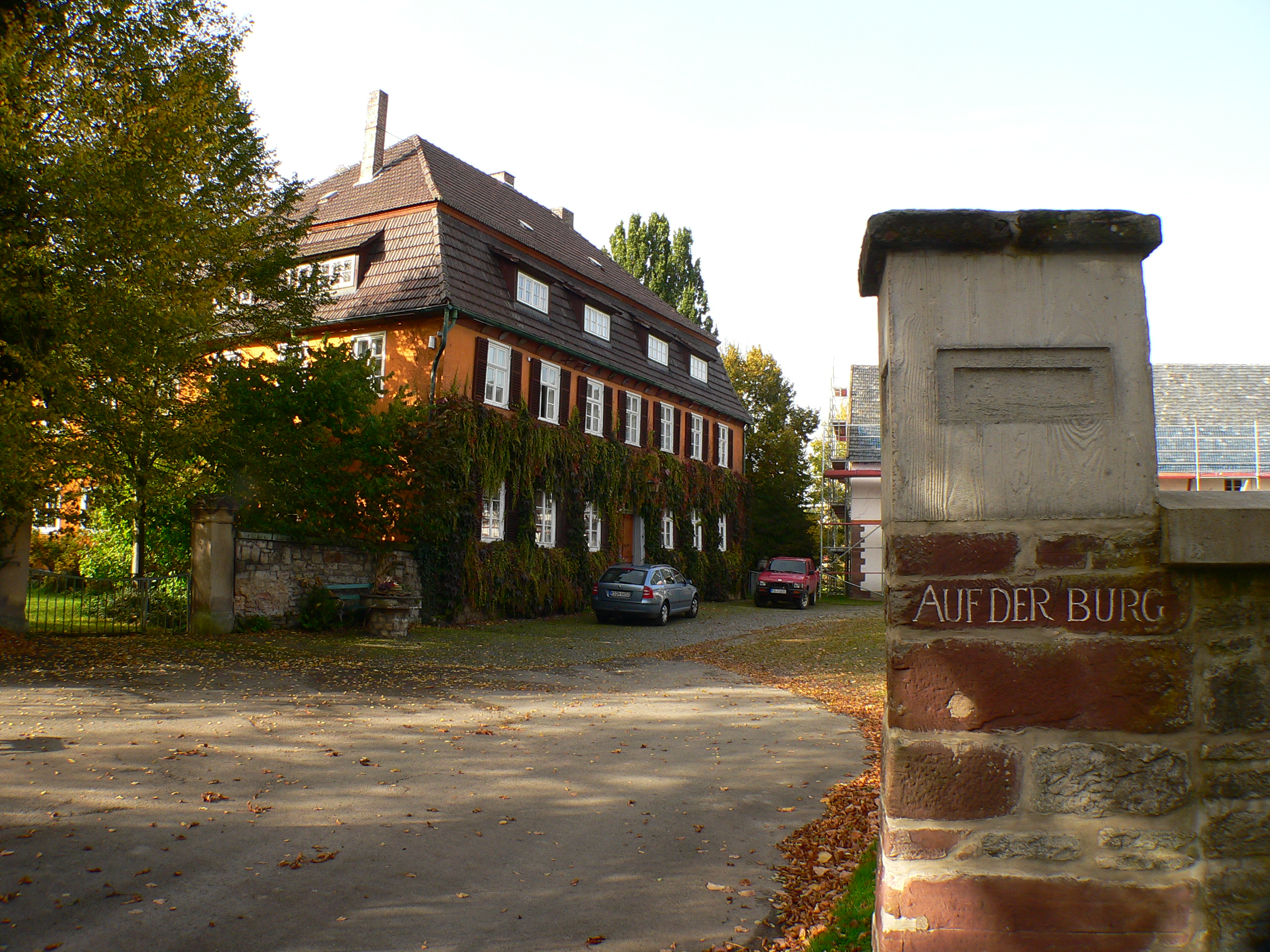
Herrenhaus von Schloss Liebenau

Als Schloss Liebenau wird das barocke Herrenhaus eines Gutshofs in der nordhessischen Kleinstadt Liebenau im Landkreis Kassel bezeichnet. Es steht in der Burggasse an der Stelle einer abgegangenen Wasserburg.

## Geschichte
Die Vorgängeranlage wurde vor 1293 erbaut und war nacheinander im Besitz der Herren Rabe von Pappenheim, von Löwenstein-Westerburg und Spiegel von Desenberg, die sie als Lehnsmannen des Hochstifts Paderborn hielten. Die Burg wurde um 1465 im Zuge der Hessen-Paderbornischen Fehde zwischen dem Bistum Paderborn und Landgraf Ludwig II. von Hessen zerstört. In dem zwei Jahre später geschlossenen Friedensvertrag musste Paderborn die Burg und die Stadt Liebenau an den Landgrafen abtreten. Die Liebenauer Wehranlage war danach ohne strategischen Wert und verfiel allmählich. Im Jahr 1572 war sie nicht mehr existent.
Auf den Resten der ehemaligen Wasserburg wurde nach dem 16. Jahrhundert ein Gutshof errichtet und Schloss Liebenau genannt. Das Herrenhaus besitzt ein Mansarddach und befindet sich in Privatbesitz. Im 19. Jahrhundert wurden Anbauten hinzugefügt.